# 国際クレイセラピー協会
国際クレイセラピー協会（こくさいクレイセラピーきょうかい、International Claytherapy Association）は、日本の任意団体。略称、ICA。2009年4月9日設立。理事はオーストラリア在住の催眠療法師・カウンセラーのマシュー・メイソンと同じくオーストラリア在住のフィーチャーセラピーアカデミー校長・セラピストの松本淑子。

## 概要
国際クレイセラピー協会は、自然療法と伝承医学の考えを尊び、現在の暮らしに役立つクレイセラピーの研究とクレイセラピストの育成・支援を目的に2009年4月9日に設立。現代社会において人々がより快適でストレスフリーな生活を送るためのクレイセラピーを始めとした美容や健康、自然療法や代替療法における最新の情報と知識、技術を広く社会に提供するべく活動を行っている。様々な情報は各種セミナーや研修会、国際クレイセラピー協会発行の会報「Earth」によって会員と共有される。また、その他の本部機能の多くは、東京本部により運営。

## 組織構成
国際クレイセラピー協会の組織構成は、事務部、運営部、物販部、指導部、認定部に分かれている。
- 東京本部　
  - 事務部　登録会員の管理、受験・登録手続きなど事務活動
  - 運営部　イベントの主催、広報活動
  - 物販部　関連商品の販売活動
  - 指導部　クレイセラピストの養成
  - 認定部　各種認定試験の実施
- ブリスベン本部　クレイセラピーの研究

## 活動
- クレイセラピーをはじめとした自然療法、伝承医学、代替療法における暮らしに役立つ情報提供。
- クレイセラピーの普及を目的とした出版物の刊行。
- クレイセラピーに関する情報提供。
- クレイセラピストの指導、育成。
- クレイセラピストライセンス、クレイセラピーコーチ・ライセンス、及びクレイセラピーインストラクターライセンスの認定試験の実施。
- ライセンスの認定。
- 会員への活動支援。